# Marronnier officiel de Genève
O Marronnier officiel de Genève , literalmente "Castanheiro oficial de Genebra", é um castanheiro-da-índia que se encontra na "promenade de la Treille" em Genebra na Suíça e no qual o aparecimento da primeira folha anuncia a chegada da primavera .
Foi em 1818, que o sautier - termo genebrino que designa o secretário do Grande Conselho de Genebra - teve como funções também o de observar essa arvore e de anotar a data da eclosão num registro. De uma maneira completamente oficial o acontecimento faz parte de uma comunicado na imprensa .

## Imagens

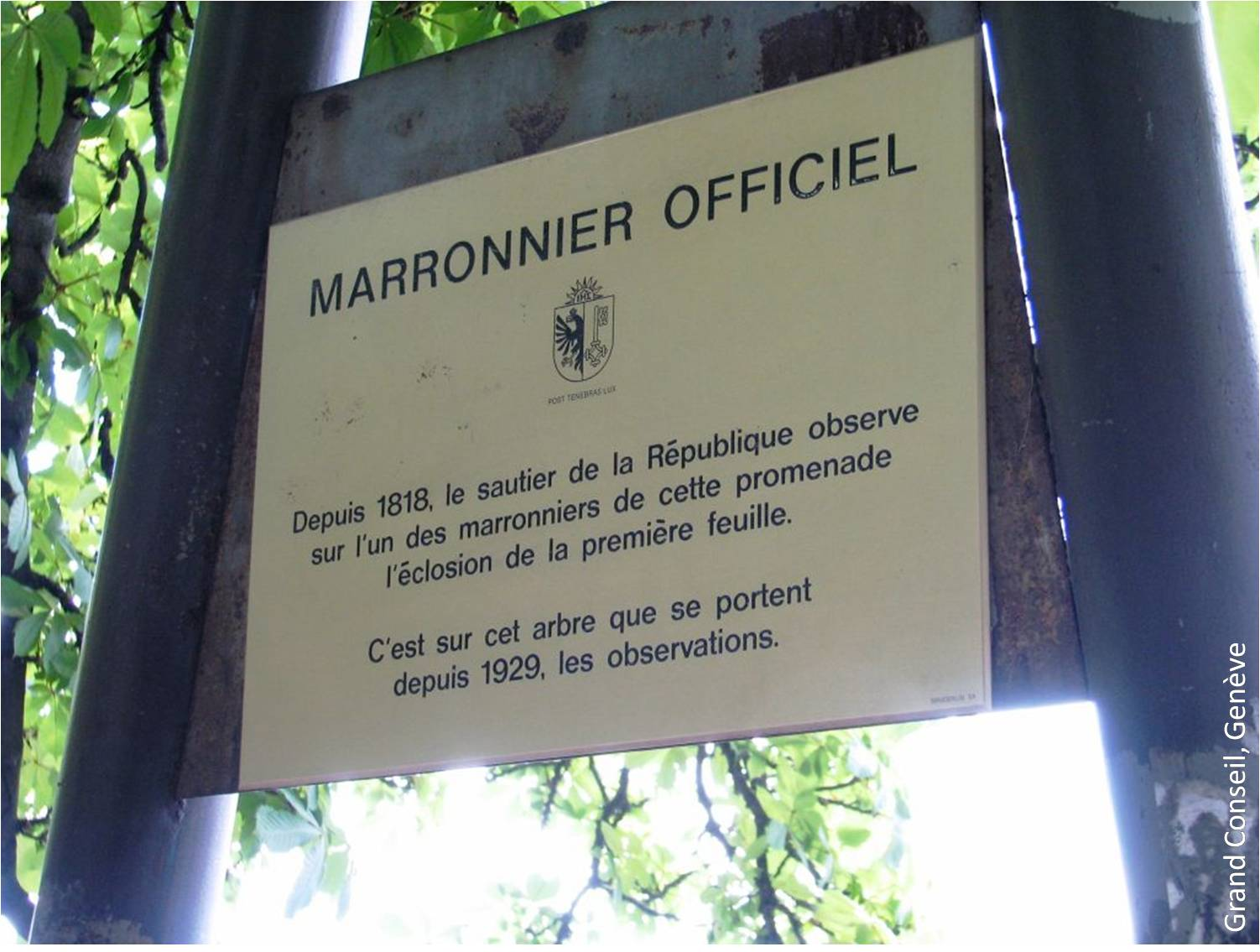
Placa informativa
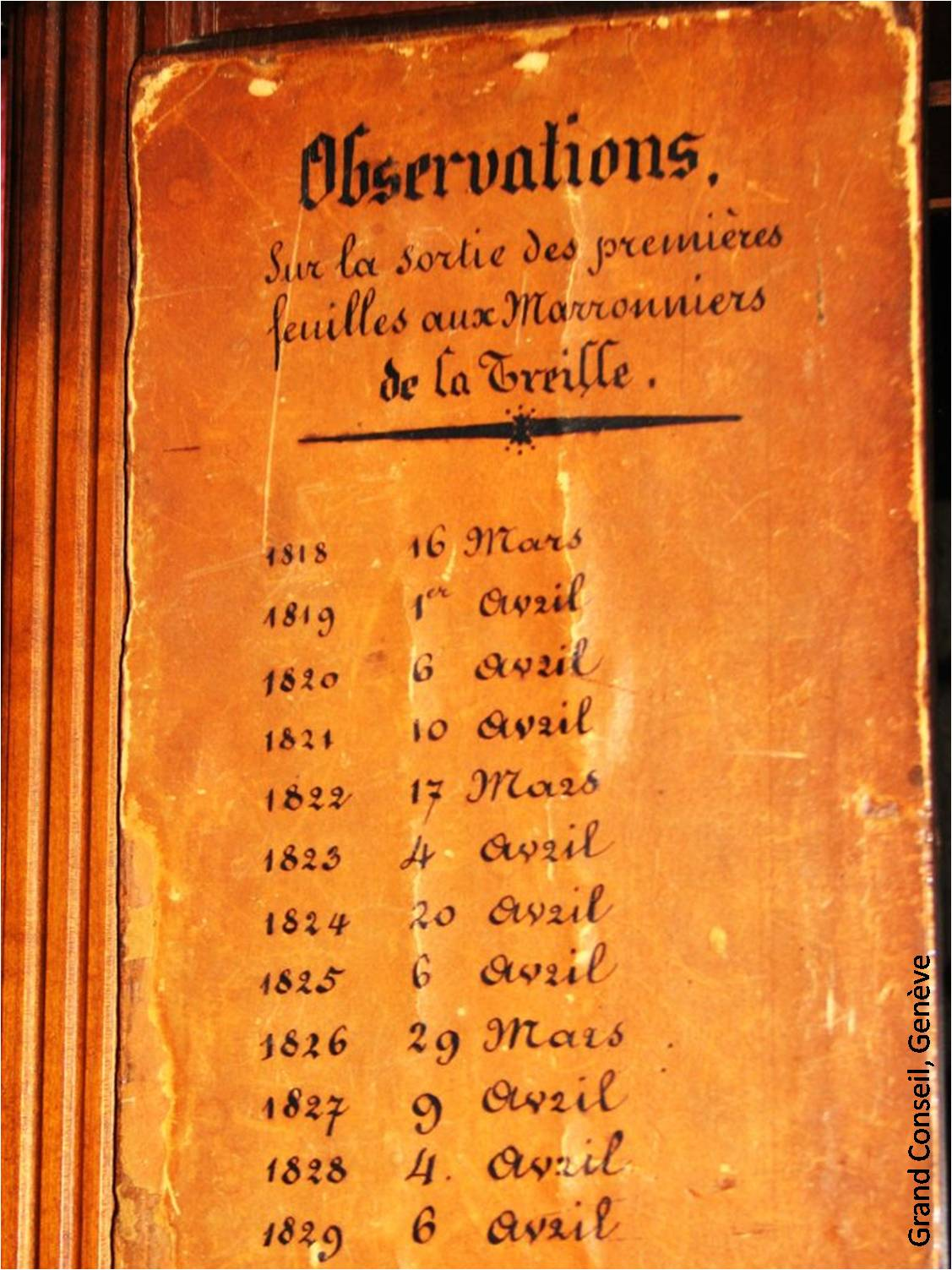
Registro a partir de 1818
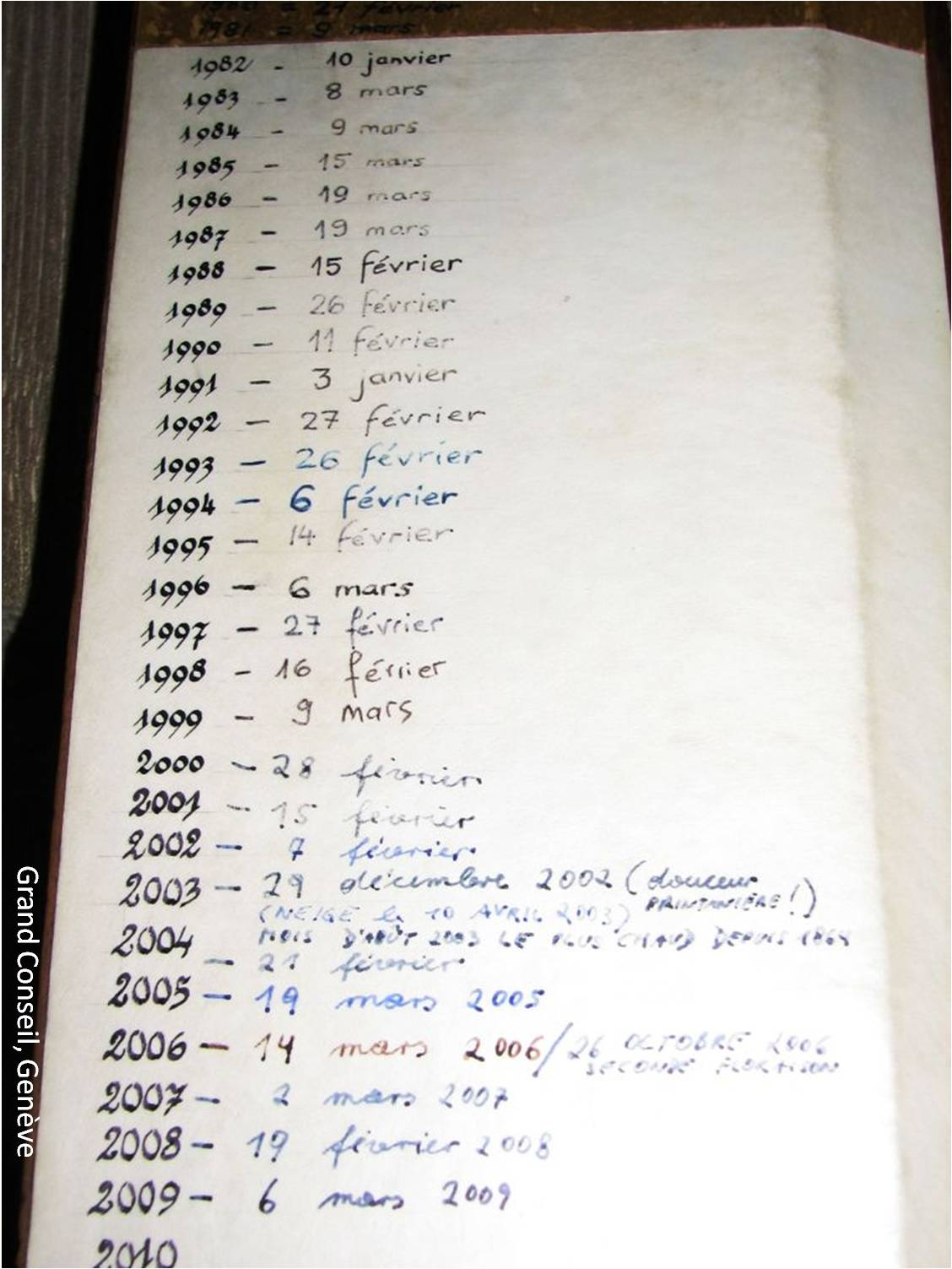
Registro de 2009